# 6576 Kievtech
A 6576 Kievtech (ideiglenes jelöléssel 1978 RK1) a Naprendszer kisbolygóövében található aszteroida. Nyikolaj Sztyepanovics Csernih fedezte fel 1978. szeptember 5-én.